# Clitellio orientalis
Clitellio orientalis är en ringmaskart som beskrevs av Finogenova 1991. Clitellio orientalis ingår i släktet Clitellio och familjen glattmaskar. Inga underarter finns listade i Catalogue of Life.